# Munkfors kyrka
Munkfors kyrka är en kyrkobyggnad som tillhör Forshaga-Munkfors församling i Karlstads stift. Kyrkan ligger centralt i tätorten Munkfors.

## Kyrkobyggnaden
Första kyrkan på platsen uppfördes efter ritningar av arkitekt Bror Almquist och togs i bruk 1920. Denna kyrka totalförstördes i en brand 20 december 1984. Man hann dock rädda vissa inventarier som dopfunten, kyrksilver och textilier. Av kyrkobyggnaden återstod bara tegelväggarna.
Kyrkan återuppbyggdes efter ritningar av Jerk Alton och de gamla murarna återanvändes; 27 september 1987 ägde invigningen rum.
Kyrkan är i nationalromantisk stil och har en oregelbunden form. Den består av ett högt långhus indelat i två skepp. I norr finns ett lägre sidoskepp och i väster ett sidoställt torn. I söder finns en utbyggd sakristia och i norr en utbyggnad för ekonomiutrymmen. I öster finns ett rakt avslutat kor som är något lägre än långhuset.

## Inventarier
- Dopfunten som räddades från gamla kyrkan står i korets södra sida. Funten består av en åttkantig fot som bär upp åtta pelare som i sin tur bär upp en åttkantig cuppa. Till dopfunten finns ett lock.
- Altartavlan är en triptyk utförd av Pär Andersson. Mittpartiet skildrar Kristi förklaring. Vänsterpartiet skildrar Jesu födelse och högerpartiet skildrar Jesus i Getsemane.

## Orgel
- 1920 byggdes kyrkans första orgel av E A Setterquist och Son i Örebro med 19 stämmor på två manualer och pedal.
- 1955 omdisponerades den av Bo Wedrup i Uppsala.
- 1984 började en ny orgel av Grönlunds orgelbyggeri att byggas med 25 stämmor. Den förstördes när kyrkan brann.
- 1990 byggde Kaliff och Löthman instrumentbyggare i Ålem en ny orgel. Den är mekanisk och har ett tonomfång på 58/30. Den har även 32 fria kombinationer.

| Huvudverk I    | Svällverk II        | Pedal          | Koppel  |
| Principal 16’  | Borduna 16’ (fr c0) | Subbas 16’     | I/P     |
| Principal 8’   | Basetthorn 8’       | Borduna 8’     | II/P    |
| Öppen flöjt 8’ | Rörflöjt 8’         | Violoncell 8'  | II/I    |
| Borduna 8’     | Fugara 8’           | Öppen flöjt 4' | II 4'/P |
| Octava 4’      | Piffaro 4'          | Basun 16'      |         |
| Rörflöjt 4’    | Principal 4'        | Trumpet 8'     |         |
| Quinta 3'      | Flûte octaviante 4' |                |         |
| Octava 2'      | Nasard 3'           |                |         |
| Ters 1 3⁄5'    | Öppen flöjt 2'      |                |         |
| Mixtur IV      | Scharf III          |                |         |
| Trumpet 8'     | Trumpet 8'          |                |         |
|                | Oboe 8'             |                |         |
|                | Tremulant           |                |         |

### Kororgel
Orgeln är byggd 1988 av Fondell och Kaliff Instrumentbyggare i Ålem. Den är mekanisk och har ett tonomfång på 56/27. Det tidigare positivet med 4 stämmor byggt av samma firma 1987 flyttades 1988 till Munkfors församlingshem.
| Manual         | Pedal      | Koppel  |
| Principal 8’ D | Subbas 16’ | Man/Ped |
| Gedackt 8’ B/D |            |         |
| Octava 4’      |            |         |
| Flöjt 4’       |            |         |
| Oktava 2’      |            |         |
| Mixtur 3 ch    |            |         |

### Webbkällor
- Kyrkor i Karlstads stift Del II, Utgiven av Värmlands Museum och Karlstads stift, 2008, ISBN 91-85224-72-3
- byggnadspresentation
- anläggningspresentation

### Fotnoter
1. ↑  ”Munkfors kyrka och kyrkogård”. Svenska kyrkan. Arkiverad från originalet den 15 oktober 2017. https://web.archive.org/web/20171015150419/https://www.svenskakyrkan.se/forshaga-munkfors/munkfors-kyrka-och-kyrkogard. Läst 15 oktober 2017.